# Tanjung Seteko
Tanjung Seteko is een bestuurslaag in het regentschap Ogan Ilir van de provincie Zuid-Sumatra, Indonesië. Tanjung Seteko telt 3299 inwoners (volkstelling 2010).